# Bhairavi

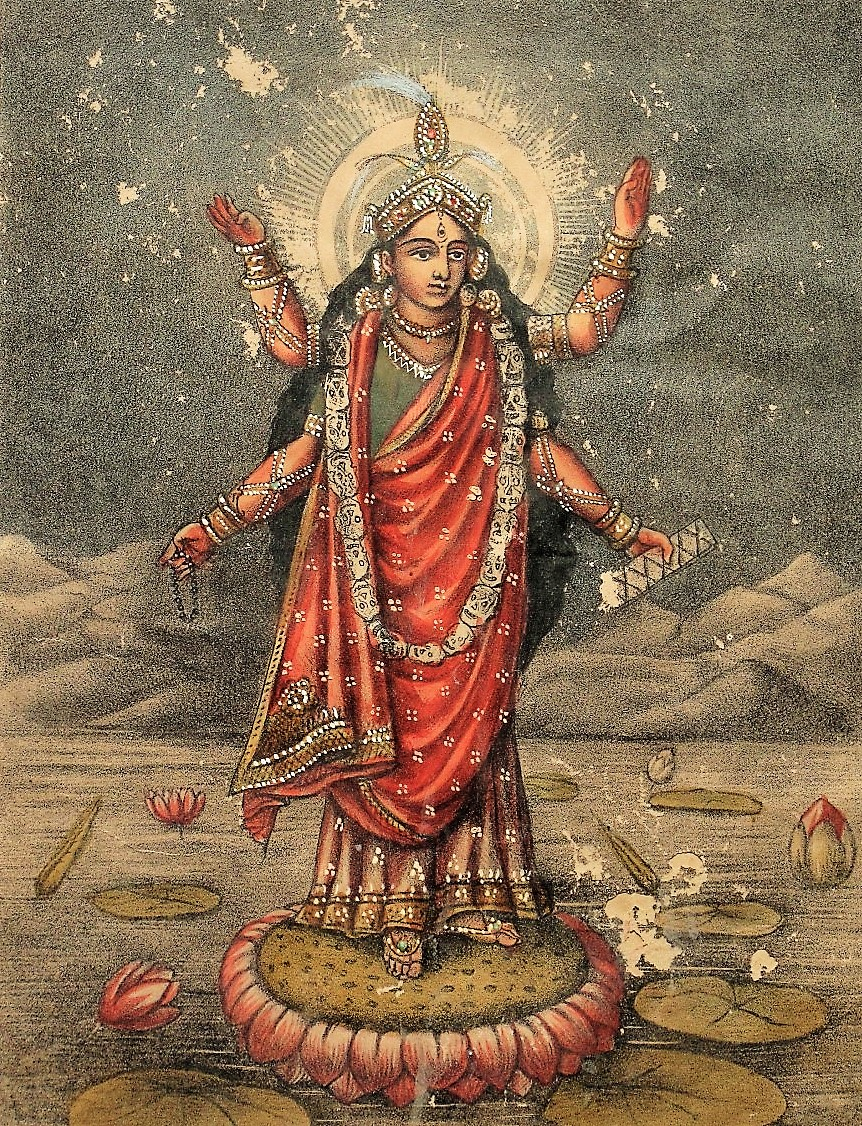
bhairavi

Bhairavi est une déesse de l'hindouisme faisant partie des Dasha Mahavidya, les dix divinités pourvues d'une grande sagesse. Elle a une épée et un bol de mendiant en attribut, et, est souvent représentée avec du sang car elle tue les maux, les péchés des fidèles à l'image de Kali. Pour certains elle est au-dessus des dieux de la Trimurti ; pour d'autres c'est la compagne du dieu Bhairava.